# 梵净山
27°53′N 108°40′E / 27.883°N 108.667°E
梵净山位于中国贵州铜仁市的印江县、江口县、松桃县交界处，为武陵山脉主峰，其主峰為鳳凰山海拔高2,572米。原始生态保存完好，1982年被联合国列为一级世界生态保护区。2018年7月2日，在巴林麦纳麦举行的世界遗产大会上被列入世界自然遗产名录。梵净山拥有丰富的野生动植物资源，比如黔金丝猴、珙桐等珍稀物种。

## 地理位置
梵净山是“贵州第一名山”，“武陵第一峰”，位于贵州省东北部印江县、江口县、松桃县三县边境，方圆达六、七百里，其最高峰——鳳凰金頂（鳳凰山）海拔2572米，朝拜地——老金顶（梵净山老山）2494米，新金顶（新山）2336 米。梵净山是云贵高原向湘西丘陵过渡斜坡上的第一高峰（相对高度达二千米），它不仅是乌江与沅江的分水岭，而且还是横亘于贵州、重庆、湖南、湖北四省（区）的武陵山脉的最高主峰。

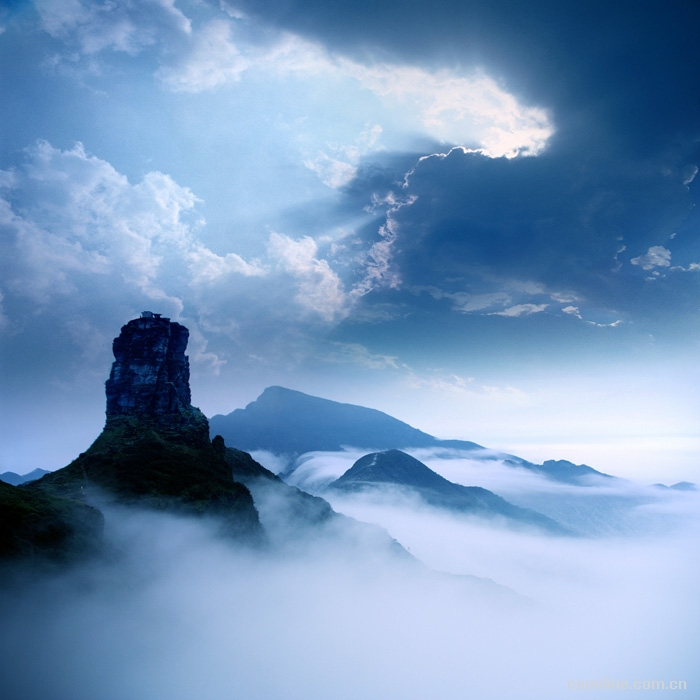
梵淨山紅雲金頂（新金頂）

## 地质地貌
梵净山是中国黄河以南最早从海洋中抬升为陆地的古老地区。这里留下了10至14亿年前形成的奇特地貌景观：孤峰突兀，断崖陡绝，沟谷深邃，瀑流跌宕，亿万斯年的风雨侵蚀，雕琢了老金顶附近的高山石林峰群，诸如“蘑菇石”、“老鹰岩”、“万卷书”、“将军头”等，鬼斧神工，惟妙惟肖，妙趣天成。新金顶更是孤峰高耸，直刺云天，金刀峡将新金顶从峰顶至山腰劈为两半，唯有一线峡谷援铁链可攀，其上峡顶飞桥相连，险峻至极。立足峰顶，时而千里风烟，一览无余；时而云瀑笼罩，佛光环绕，变幻万千，神秘莫测。梵净山“集黄山之奇，峨眉之秀，华山之险，泰山之雄”，古人因其“崔嵬不减五岳，灵异足播千秋”，故称梵净山为“天下众名岳之宗”。

### 地质学
梵净山山顶露出变质岩地层，岩层产状近水平，垂直节理发育，在侵蚀风化下岩层坍塌，形成了石峰林立的景观。新金顶、老金顶拔地而起、突兀陡绝；金刀峡、剪刀峡把梵净山一劈为二。

### 溪流
梵净山山顶向四周奔流的水系，有“九十九溪”之称。三级夷平面上形成了三个瀑布圈，高度15米以上的瀑布23处。

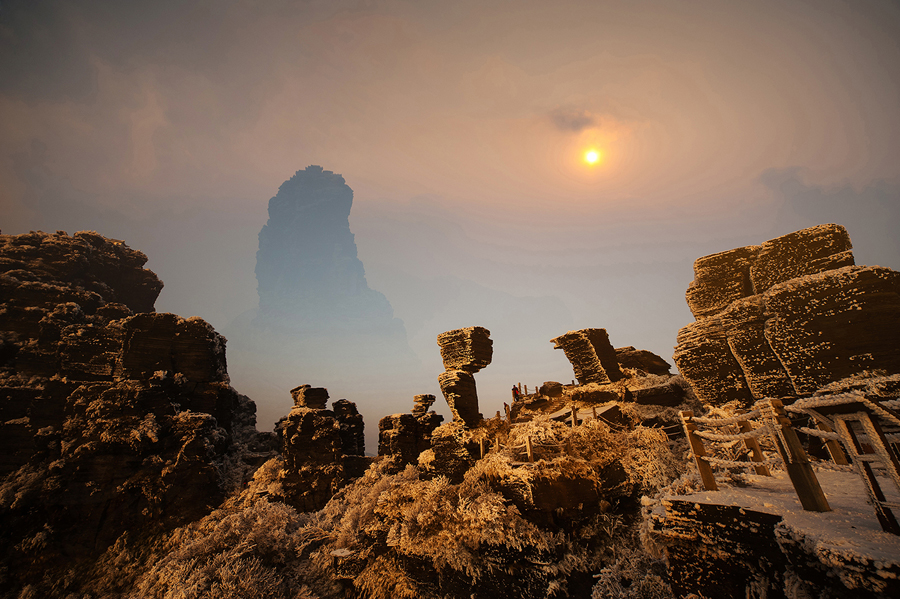
梵淨山風景

## 重点生态保护区
梵净山山势高峻，山体庞大，形成了“一山有四季，上下不同天”的垂直气候特点和动植物分布带，保存了世界上少有的亚热带原生生态系统，并孑遗着7000万至200万年前的古老珍稀物种。据科学考察数据显示，梵净山有生物种类2601种，其中植物1800种，列入国家重点保护的珍稀植物17种，占贵州全省受保护植物总数的43%；动物801种，列入国家重点保护动物19种，占贵州全省受保护动物总数68%。
梵净山“国宝”级的珍稀动植物以黔金丝猴和珙桐最具代表性。黔金丝猴为梵净山所特有，其数量比大熊猫还少，被誉为“世界独生子”。珙桐则是恐龙时代的古老植物，曾广泛分布于北温带，后由于地质与气候变迁，珙桐在地球上几乎消失殆尽，但在梵净山地区，至今仍有十余片大面积的珙桐分布。每当春未夏初，奇特而美丽的珙桐花纷纷开放，仿佛群群白鹤翩飞于林间。这种中国特有的古老植物被外国人名命为“中国鸽子花”，誉之为“北温带最美丽的花朵”，被作为名贵观赏植物移植到欧洲。
此外，在梵净山脚下的印江县永义乡，有一棵30余米高的巨型紫薇，是唐朝传下的树木，至今已有1300余年的树龄，但生长仍然极为茂盛，每年开花三次，每次颜色各不相同，被当地人奉为“梵净神树”。它已被列入中国珍稀名木古树目录，是为“中国紫薇王”。在梵净山盛产优质茶叶的团龙村，有一株古老的茶树，经专鉴定，其树龄在在650年以上，是中国现存最古老的人工定植茶树，被称为“中国茶树王”。
梵净山作为一个比较完整的物种“基因库”，早在二十世纪三、四十年代就引起中外科学家的极大关注。六、七十年代，政府组织专家多次进行大规模科学考察。1978年，梵净山被正式划为贵州省自然保护区，1986年，升为国家级重点自然保护区，同年，被联合国教科文组织接纳为国际“人与生物圈計劃”（MAB）成员。2018年更是被列入世界自然遗产。

## 山名沿革
梵净山是中国西南一座具有两千多年历史的文化名山。早在春秋战国时期，梵净山就属楚国“黔中地”，秦朝属“黔中郡”，汉代属“武陵郡”，以后一直是“武陵蛮”崇拜的神山、圣山。
梵净山正式载于史册，始于汉代。《汉书·地理志》称梵净山为“三山谷”；北魏《水经注》沿称“三山谷”。唐代《元和郡县志》改称“辰山”。当时，唐政府已在梵净山西麓设立“思邛县”（唐开元四年<716年>设，今贵州印江县）。宋代《太平寰宇记》称“思邛山”，因唐“思邛县”而得名，佛教于此时传入梵净山。
明初，梵净山已是佛教名山，同有数名并称：“九龙山”、“饭甑山”、“梵净山”、“大佛山”。因其三峰高耸，脉分九支，故称“九龙山”。又因金顶孤峰突起，形如饭甑，故称“饭甑山”。又因明代该山佛教兴盛，寺刹林立，为梵天净土，故名“梵净山”，俗称“大佛山”、“大灵山”。
清代，梵净山称“月镜山”、“卓山”。因朗月之夜，人影映于老金顶崖壁之上，如镜一般，称“石镜”或“月镜”；相传八月十五日子时，万国九州之影悉现于石镜中，故称“月镜山”（陈鼎《黔游记》，康熙十年，1672年）。又因新金顶超然卓立，故又称“卓山”。（康熙年）《贵州通志》云：“梵净山一名月镜山……皆立梵宇，又有辟支佛迹……黔中胜概，无逾于此；访之中州名山，亦未多得。” 
现在，该山正式名称为“梵净山”，而“饭甑山”、“大佛山”之名仍流传于民间。

## 與佛教的源流歷史

### 佛教传入
梵净山是西南地区著名的千年佛教名山。宋代，佛教已正式传入梵净山。北宋初年，在该山西麓的思邛县兴建了贵州省较早的一座寺院——西岩寺（今印江县城郊）。（道光）《印江县志》云：“西岩寺……宋时建。”《思南府志》云：“西岩寺，在（印江）县西五里，宋时建。”《贵州名胜古迹概说》云：“西岩有寺，宋迹也。”西岩寺建于北宋太祖赵匡胤乾德三年（965年），历代多次重修，后毁于“文革”，是贵州境内一座有一千年历史的著名古寺，实为梵净山佛教的祖庭。

### 佛教兴起
明初，明朝政府在梵净山地区开采朱砂与金矿，派有官员督办。由于梵净山风光神奇，佛教于是兴盛起来，成为僧众向往的“梵天净土”，故正式得名“梵净山”，民间则称“大佛山”。明初在梵净山重修西岩寺外，还修建了天马寺等寺庙。明永乐11年（1413），思南土司、思州土司为争夺朱砂发生战争，明政府改土归流，在梵净山环山地区设立思南、铜仁、松桃、石阡四府。同年，贵州行省正式成立。
到两百年后的明万历年间，梵净山因“有古佛道场”而被称为“古迹名山”。贵州巡抚郭子章（今江西省人）撰《黔记》（1608）载梵净山云：“贵州山以梵净山为第一，可比天台。”明末浙江诗人谢国梗抗清失败后，隐居梵净山，便自号“天台逸人”。

### 第一次重建
明隆庆年间至明万历中叶（1567--1588），明政府镇压梵净山以东的“腊尔山苗族大起义”后，在该地区开始修建“南方长城”，并对被破坏的梵净山佛教进行第一次重建：除重修西岩古寺、天马古寺外，另据（道光）《印江县志》载，又新建孝慈寺（今印江县合水镇）、回龙寺（今印江县木黄镇）、天庆寺（今印江县木黄镇）、天池寺（今印江县永义乡大园子村）；此外还修复了梵净山老金顶的金顶古茶殿，以及新金顶的释迦殿、弥勒殿等，同时拓宽天池寺——薄刀岭——剪刀峡——金顶古茶殿——新金顶释迦殿、弥勒殿的西朝山大道。万历元年（1573）金顶《院道碑》详细记载印江知县雷学皋重建情况。《剪刀峡摩崖》也记载了印江信士杨洪德募修西朝山大道之事。近年护国寺发掘出明代天池寺石雕佛像十余尊，也是万历年间第一次重建时的重要佛教文物。
此次重建，使梵净山形成了以金顶古茶殿、释迦殿、弥勒殿为中心，沿朝山大道辐射至西岩古寺、天马古寺的西、北两路的寺庙群。

### 第二次重建
明万历27年（1599），贵州播州土司（今贵州遵义）杨应龙叛乱，祸及梵净。“既自播乱之后，传闻四方，往来朝觐人稀，非复日盛”（《敕赐碑》）。万历46年（1618），梵净高僧妙玄和尚奏请明神宗重建梵净。“以故天哀名山之颓，而赐以钦命僧妙玄重建金顶正殿”（《敕赐碑》）。神宗皇帝降旨重建梵净山，赐佛经两部，并令妙玄和尚为钦命僧，主持梵净重建事宜。各级官员亲往督查，北京户部郎中李芝彦撰《敕赐重建梵净山金顶序》（简称《敕赐碑》）。此次重建五寺六殿：承恩寺、天庆寺、朝天寺、天林寺、天池寺、九皇殿、三清殿、圆通殿、弥勒殿、释迦殿、通明殿。其中，老金顶古茶殿被敕封为皇庵“敕赐圣旨承恩寺”，又称“金顶正殿”，寺内供奉皇帝牌位，赐有“镇山之印”。天庆寺、朝天寺、天林寺、天池寺扼四方朝山大道，称“四大丛林”，也同时被敕封，是为梵净山“一大正殿、四大皇庵”。其他六殿分布于正殿承恩寺左右，拱护正殿，世称“六大脚庵”。此次敕封的寺庙大都带有“天”或“恩”字样，表示“明朝天子”的“浩荡皇恩”。妙玄和尚被敕为钦命僧，尊为重开山场之祖。他住持金顶正殿承恩寺，统辖全山朝拜事宜，续传梵净灯火。《敕赐碑》立于通明殿旁，成为梵净山“镇山之碑”。
此次重建，使梵净山形成了“一大正殿、四大皇庵、六大脚庵，环山四大古寺”的格局。各寺厘定寺产，招纳僧户，修藏经塔。梵净山因惠沾皇恩，遂名震宇内，香火盛极一时。“尽自开辟迄今，海内信奉而奔趋，不啻若云而若水，王公大人之钦谒，恒见月异而日新”，“所谓古梵净鼎而新焉”（《敕赐碑》）。此间，诗人张简臣作《登尖岩望梵净山》，以“邈尔嵩华泰岱千万重”句赞梵净山雄奇；喻政《登梵净山》，则以“古殿灯燃长白昼，危楼钟动欲黄昏”志其朝拜之盛。

### 第三次重建
清初，梵净山成为抗清志士逃禅隐居之地。浙江诗人谢国梗抗清失败后便隐居于此，他自号“天台逸人”。（道光）《印江县志》载他：“爱梵净山，居焉……印人多就学焉，年九十余卒”。   
清康熙年间，梵净山重新敕封并重建，并将“天”、“恩”字号寺庙改为“国”、“恩”字号，以示“天朝上国”的“仁慈恩典”。皇庵天池寺被敕名为“护国寺”，成为梵净山最大寺庙。梵净山佛教重新鼎盛，与西南佛教名山峨眉山、鸡足山成三足鼎立之势。世人争相朝觐，远至川蜀、湖广、江浙。每朝山，金顶正殿承恩寺人流如潮，山民在此卖食、占卜、出售药材，宛若市井，故承恩寺附近被称为“老街”。（康熙）陈鼎《黔游记》云：“梵净山（金顶），高数千仞，有古刹六，春日进香者，日以千计。”（雍正）《新路观音殿碑记》云：“梵净山，自我朝敕封以来，尤称黔州之佳境也”。徐言《梵净山记》云：“揆溯有明迄今数百年，朝谒者呼声震天，靡有止息……每朝山，旦暮香风飘渺，散满下界里许……三郡朝谒者岁如蚁聚，即邻省西蜀、湖南亦络绎不绝。”《金顶摩崖》载康熙年间李光春携妻陈氏同朝山十五年事，以及湘人“楚南迢递肯相谒，也是前身有此缘”纪游诗等。乾隆年间，印江知县、名剧《歧路花》作者李海观（今河南省人）“乙丑秋（1769），邑大旱，海观步祷滴水岩，雨立沛，百姓设筵迎劳……欢如也”。
康乾之世，梵净山除扩建明代“一大正殿、四大皇庵”，另将“六大脚庵”增建至“四十八大脚庵”，主要有：白云寺、太平寺、钟灵寺、坝梅寺、回香寺、朝阳寺、香山寺、镇江寺、洞德寺、兴隆寺、印落寺、罗将寺、明月寺、大佛寺、弥陀寺、飞缘寺、九龙寺、举贤寺、法华庵、观音殿、天王殿、接引殿等。其中，太平寺、坝梅寺、回香寺、钟灵寺闻名遐迩迩。太平寺，清初思南府副总兵杨光谦、印江乡贤杨国彦募建。太平寺与皇庵天庆寺同扼北朝山道，寺宇占地900余平米。著名高僧深持和尚、天隐道崇（临济33世）先后主持，传明末高僧破山大师之临济宗之法脉。坝梅寺，扼南路朝山大道，康熙15年（1676）扩建，该寺也传临济宗法脉，因有坝溪、梅溪两河谷地带大量寺田，收谷颇多，世有“坝梅寺谷子”之称。此外，西路的钟灵寺、东路的回香寺，香火也极旺盛。

### 第四次重建
嘉庆元年（1795），松桃苗民首领石柳邓与湘西吴八月进行“乾嘉起义”，松桃义军开辟红石梁至梵净山道路，据险周旋。石柳邓死后，义军余部在梵净山地区坚持达12年之久。道光间，梵净山第四次重建：改接引殿为天恩寺（1822），改通明殿为报恩寺（1832），要求僧众上报天恩、国恩，下报父母之恩。又扩建孝慈寺（1832），重塑金顶弥勒、观音铜佛像等。此次重建后，梵净山佛教恢复兴盛。道光17年（1837）《松桃厅志》云：“每岁夏间，朝礼者远近几万余人，川楚之民咸在焉。”道光21年（1841）《思南府续志》云：“六月中，远近男妇烧香顶礼者不下万人。”在此期间，曾于鸦片战争中在广州率军抗击英军的湖广提督、果勇侯杨芳（今贵州松桃县人），也多次登山览胜。 

### 第五次重建
咸丰5年（1855），贵州爆发“咸同大起义”。铜仁“红号军”首领赵子隆打出“真主出生，弥勒降生”口号，在梵净山三角庄建立根据地，达一万之众，与思南荆竹园“白号军”联成一气，屡次攻破附近州县。咸丰帝饬令川、黔、湘三路清军“痛加殲洗”。同治9年（1870），三角庄根据地陷落，红号军全军覆没。
光绪元年（1875），太平天国军余部刘胜乘朝山之机，率20余人假扮清军，持洋枪人入山，自号“黑地大王”，赶杀僧尼，四出劫掠。光绪5年（1880），梵净山环山五属团练合编为“松桃协左营练军”，新任贵州巡抚岑毓英亲往率军督剿，在梵净山隆参和尚，以及印江生员廖凌霄、武举吕嘉会向导下，次年（1881）肃清刘胜。
镇压红号军及刘胜后，梵净山遭到严重破坏，满目疮痍。“寺院及诸菩萨俱为灰烬，尔时僧众风散云流”（《重修朝阳寺碑》）。“环山居民遭此劫杀，杀绝者不下七百户，杀葬者何此四千余命”（《镇国寺碑记》）。为加强防范，巡抚岑毓英奏请于皇庵护国寺建“都司衙门”，称“护国营署”，统领“松桃协练军”分驻环山八汛，对梵净山实行长达30年的军管。粤人吴月楼为镇军，“镇守此山，号令森严，军民畏服”（田宗润《诗会集韵·序》）。清政府又移铜仁县于大江口，控制铜仁上关码头（后改为江口县）。移思南府安化县于大堡，扼守西朝山大道（后改为德江县）。“两县一都司”的设立与调整，有效防止祸乱再起，保证了梵净山正常的朝拜活动。
自光绪6年（1881）起，在严密军管下，岑毓英令隆参和尚主持重建梵净。“于是重新募化，依旧修建。创修镇国、水源、明珠等寺，复修回香坪、明镜山各庵，新开老金顶，整新金顶，九皇洞各殿。斯时庙宇辉煌，神像皎洁，较以前尤甚，信善男妇，朝拜士民，比上年更多。”皇庵承恩寺重修一新，院墙侧门石刻对联云：“烽烟六载平凶曜，香火万家奉福星。”寺内供奉云贵总督岑毓英“长生福禄牌位”一方。光绪11年（1885），全山又开斋放戒，众僧公举隆参为方丈。隆参是为梵净山最著名的高僧之一。他主持梵净山30余年，直到民国初年。
至光绪22年（1896）前后，梵净山第五次重建结束，此时，全山梵宇相望，佛像威严。全山诸寺以皇庵护国寺最为壮观，其旁建都司衙门，增建校场、武庙、先祠、岑公祠等。护国寺号令全山，信众功德俱纳于护国寺，世有“护国寺金子”之称。护国寺旁土地平旷，群峰环绕，世人乐居，衍为村落。新建各寺以水源寺尤为闻名，该寺收容战后无家可归之女子入寺为尼，故世有“水源寺女子”之称。此次重建，已逾康乾之盛。（光绪）《铜仁府志》载梵净山朝拜盛况云：“佞佛者朝谒名山，号称进香，往往结党成群，携老扶幼……或百人，或数十人为一队，导之以旗，每人背黄袱，呜呜唱佛歌，前呼后应，举队若狂。”印江诗人田宗润《朝山客》云：“为名为利为长生，许愿香客结队行。一步一声山谷应，南无声杂本鱼声。”四川酉阳州刘华里刻对联于金顶石壁云：“到此间来来往往灭了许多奸雄；由是路口口声声念不尽的南无。”
此间，都司吴月楼及幕客朱仲衡邀集文人学士，登临游览，举办大型诗会。《承恩寺碑》云：“新显豪士，群贤毕集，壁间重写梦游，清风明月，各志高怀，则又与岳阳楼竞衡。”印江诗人田宗润作《诗会集韵》，于梵净风物名胜，一一题咏。其《序》云：“爰于六月既望，邀集学士文人，登临消夏，既而烟茶互吸，诗酒兴连，启凤腾蛟，宝主尽东南之美，信可乐也。”印江著名书法家严寅亮（题北京“颐和园”匾者）亲题“黔山第一”巨匾悬于护国寺山门。都司衙门大殿又有“黔山领袖”、“明政宽和”巨匾，名山墨宝，相映生辉。衙门将士每日演武，勤为操练。四川著名武林高僧铁肩和尚慕名前往，切磋武术，流连忘返（后往贵阳黔灵山弘福寺，礼十世方丈智明为师，又住持贵阳东山寺，辛亥间教习贵阳革命党新军）。民国初年，贵阳著名高僧了尘和尚、贵阳名人何麟书游览梵净山。他们拜会隆参和尚，并作有诗文，流传至今。

### 梵净山新生
民国时期至解放初期，因战乱和匪患，梵净山近百余座寺庙遭到严重破坏。文化大革命时期，印江县学生和民兵将尚存的护国寺倒毁，又将释迦殿、弥勒殿佛像，以及金顶铁链运回县城销毁。江口县学生也将坝梅寺烧毁。至此，梵净山百余座寺庙仅余下太平寺、朝阳寺处于风雨飘摇之中。
二十世纪八十年代以后，随国家逐步落實宗教政策並推動朝拜旅游的发展，梵净山佛教逐渐恢复。1988年，太平寺住持慧松法师致信中国佛教协会赵朴初会长，请求重视梵净山历史文化和支持佛教恢复工作。赵朴初回信予以鼓励。1989年，慧松将太平寺修葺一新，大雄宝殿内奉镀金佛像、罗汉、观音大士共23尊，朱户碧瓦，树木荫森，极丛林之胜，成为梵净山一大著名寺院。此后，金顶镇国寺、释迦殿、弥勒殿等也依次修复，又拓宽印江县护国寺——钟灵寺——拜佛台——金顶之朝山古道，新修江口县鱼坳——金顶七千余级“万步云梯”，建成东、西两座牌坊式山门及“梵净山碑林”，赵朴初亲题“梵净山”山名。1992年，贵州佛教协会会长、贵阳黔灵山弘福寺慧海法师派弟子通灵主持镇国寺，举办“92梵净山佛教恢复大典”。1998年夏，清末著名高僧隆参和尚之徒侄、辽宁僧人释佛友率众弟子前往梵净山，发愿重修皇庵护国寺。经六年艰苦募化，护国寺重新落成，印江著名书法家魏宇平题写“护国禅寺”寺名、“梵天净土”匾名。2004年9月，举行“中国梵净山皇庵护国寺重修开光大典暨梵净山佛教文化研讨会”，海内外高僧大德、专家学者、十方居士共3000余人参加，盛况空前。

### 弥勒菩萨道场
明清以来，弥勒与梵净山的传说在当地民间广为流传，古人在新金顶颠峰之上建释迦、弥勒两殿，作为梵净山佛教的最高象征。明代《敕赐碑》中，对弥勒与梵净山作专门记载，并称梵净山是“无边法界，极乐天宫”。明万历、清康熙年间，两次敕封梵净山，要求官府保护梵净山“一大正殿、四大皇庵、48大脚庵”，清末又设“都司衙门”加以保护。
梵净山弥勒道场有神奇的自然景观相印证。在新、老金顶附近，常常可以看见奇妙的“佛光”和“幻影”，古人认为“佛光”和“幻影”就是“弥勒显像”，莫不虔诚跪拜。此外，从西路朝山古道的“拜佛台”远看，梵净山就呈现出三座弥勒像并列的景象：老金顶是弥勒坐像，新金顶是金猴朝拜弥勒像，三大主峰相连则是长达万米的弥勒卧像。贵州已故著名作家张克先生在梵净山采风时，从百余里外的印江县弥陀寺遥望梵净山，同样也发现金顶是一尊巨大的弥勒像。
有鉴于此，贵州佛教协会会长慧海老和尚重新认定梵净山为弥勒道场。国家宗教局副局长齐小飞、中国佛教协会副会长兼秘书长学诚法师亲临梵净山。他们对梵净山在中国佛教史上的地位给予充分肯定。学诚法师再次肯定梵净山“中国第五大佛教名山”，并亲题“梵净山弥勒菩萨道场”碑名。该碑立于印江护国寺，与该寺新出土的十余尊明代佛像同为“镇山之宝”。

## 景点

### 佛教景点
梵净山上的主要佛寺有：弥勒殿、燃灯殿、释迦殿、承恩寺、果然古寺（遗址）。弥勒殿的大门对联是“江山如此多娇，风景这边独好”。释迦殿的大门对联是“时观雷雨生峰底，,欲摘星辰置掌中”。

### 蘑菇石
蘑菇石是梵净山最具代表的山石景观，因形如蘑菇而得名，是一方砂质板岩和石英砂岩石柱，上面大下面小，高度大约10米，上面是正方形，下面是长方形，看起来不稳，但是已经屹立了许多年。

### 翻天印
翻天印是一块巨石平铺在一面石台上，恰如巨印而得名，自古以来，寻求仕途的人便在此祈祷叩拜。

### 九皇洞
传说古代有一位比丘尼在九皇洞内修行，她乐善好施，采药治病，得到当地百姓的爱戴，功德圆满之后圆寂，后人尊称她“九皇娘娘”。明朝时期，明神宗的母亲李太后说服神宗下令重建梵净山，弥勒佛道场方始鼎兴。为了感念李太后，便把她的肉身和九皇娘娘的肉身合二为一，供奉在梵净山之巅。

### 万名洞
万名洞得名有两种说法。一是古代数万善男信女捐资建造梵净山佛教道场，刻碑于此，故称“万名洞”。一是来金顶的信众常常把刻着自己名字的石片投入万名洞求赐福，得名“万名洞”。

### 般若泉
在梵净山的一岩壁流出一口泉水，名“般若泉”，清凉爽口，是天然纯净的泉水。

### 万卷经书
传说唐朝玄奘去天竺取经，曾在梵净山拜弥勒佛，白马失蹄，撇下一叠经书，经书落地生根，成了巨石。

### 老鹰岩
山巅一方巨石形状如同一只展翅飞翔的老鹰，故名“老鹰岩”。

### 敕赐碑
明朝万历十六年（1618年），明神宗下旨，户部郎中李芝彦撰写，描述了梵净山的地理位置、山形地貌、名胜古迹、历史传说、佛教兴衰等，碑文提到梵净山是“古佛道场”、“天下众名岳之宗”。

### 拜佛台
登上台可以远观睡佛和金顶，故名“拜佛台”。梵净山的万米睡佛像大肚弥勒佛，当地人称之为“大佛山”，呈北东至西南走向，莽莽起伏、蜿蜒数里。

### 佛光普照
旭日东升时或者夕阳西下时，金顶附近，人们常常可以看到七彩巨大光环，绚丽神奇，故名“佛光普照”。

### 佛塔
明朝明然如泰禅师的墓塔，明然如泰（1600年—1677年）是梵净山妙玄派第五代主持，一生都在梵净山弘扬佛法，圆寂后建立了此墓塔。

### 老金顶
老金顶，古称“月镜山”，因山岩石头产生“月镜”而得名。传说，在风清月白之夜，老金顶取出一块石板，可以照出自己清晰的面貌。老金顶高度2494米，峰顶的燃灯殿、山脚有承恩寺和金顶的释迦殿、弥勒殿一同被誉为“弥勒道场”。

### 万宝岩
万宝山是一方底砾岩，因砾石形状如同珍宝，又生长了丰富多样的植物，故名“万宝岩”。万宝岩是黄河以南最古老的标志性地质奇观之一，记录了梵净山悠久的地质历史。梵净山新元古界青白口系板溪群（下江群）和梵净山群地层角度不整合，平面上表现为上层地层芙蓉坝组底砾岩覆于梵净山群不同层位和不同的岩性上。最低点则在盘溪口附近，高度差1500余米。

## 动植物
1978年，梵净山国家自然保护区成立。梵净山区域内拥有3000多种高等植物，3000多种动物。

### 动物学
梵净山有杂食兽类60余种，如：果子狸、穿山甲、豪猪、大鲵、峨眉髭蟾、黔金丝猴等。黔金丝猴分布在梵净山海拔1000米至2000米的常绿、落叶阔叶林内。梵净山的主要毒蛇有：竹叶青蛇、尖吻蝮、菜花烙铁头、烙铁头蛇、银环蛇、绞花林蛇、丽纹蛇。鸟类有白颈长尾雉、鸳鸯、红腹角雉、雕鸮、红隼、雀鹰、短嘴山椒鸟、红嘴蓝鹊、红尾水鸲、红腹锦鸡、红嘴相思鸟、白颈噪鹛。

### 植物学
梵净山常绿落叶阔叶林和常绿阔叶林共同组成梵净山森林生态系统。常绿落叶阔叶林乔木上层主要有水青冈、中华樾、连香树、山樱。下层有厚皮栲、粗穗柯、野八角、五味子等。梵净山的珍稀植物有：冷杉、珙桐、伯乐树、鹅掌楸。

## 世界遗产
该世界遗产被认为满足世界遺產登錄基準中的以下基準而予以登錄：
- （x）拥有最重要及显著的多元性生物自然生态栖息地，包含从保育或科学的角度来看，符合普世价值的濒临绝种动物种。[2]

## 事件

### 雷擊事件
2011年11月5日中午，梵淨山金頂發生雷擊事件，由於景區內並無避雷設施，以致30多名遊客遇襲受傷，當中18人重傷。

### 梵净山金顶建筑外墙染红事件
2023年7月，梵净山金顶释迦殿和弥勒殿外墙在维修时外墙被涂成了粉红色，而此前这两座殿颜色为灰色。28日，铜仁市人民政府通报，武陵景区管理公司在未完善手续的情况下启动梵净山金顶建筑外墙安全维修，擅自改变墙体颜色，违反了《铜仁市梵净山保护条例》等相关法规。多名责任人因此被调查处理。